# Livia Vernazza
Livia Vernazza (Genova, 26 gennaio 1590 – Firenze, 6 agosto 1655) fu moglie di Don Giovanni de' Medici.

## Biografia
Sebbene già sposata a Batista Granara dal 1605, conobbe Giovanni, figlio di Cosimo I de' Medici e fratellastro del Granduca di Toscana, a Venezia, dove lui si trovava arruolato come generale per la Serenissima.
Nel 1619 la coppia partorì un figlio, Gianfrancesco Maria e si sposò immediatamente dopo la nascita del bambino, poiché il primo marito della donna era morto il 19 luglio.
Dopo la morte di Giovanni (1621), le venne tolto il figlio dai Medici, che lo portarono a Firenze. Essa venne tenuta come donna dalla reputazione discutibile alla larga dal palazzo: prima alla Villa Le Macine, presso Montughi, dove partorì una seconda bambina, Giovanna Maria Maddalena (6 novembre 1621), morta venti giorni dopo. I Medici nel frattempo riuscirono a far dichiarare annullato il matrimonio con Don Giovanni, rendendo i figli illegittimi e estranei a qualsiasi rivendicazione dinastica. Per le proteste Livia venne prima imprigionata, poi rinchiusa in un convento dove poté uscire solo nel 1639.
Tornata alla villa di Montughi, vi morì nel 1655.